# Newcleo
Newcleo est une entreprise franco-italienne fondée en septembre 2021, spécialisée dans le développement d'un petit réacteur nucléaire modulaire (dit PRM ou SMR en anglais) dénommé LFR-AS-200. Il s'agit plus précisément d'un petit réacteur nucléaire avancé (AMR pour Advanced Modular Reactor) d'un puissance électrique nette de 200 MWe. Il appartient à la filière nucléaire des réacteurs à neutrons rapides (RNR) refroidis au plomb, dit RNR-pb. Un réacteur de plus faible puissance est également développé pour des applications mobiles (propulsion navale) le TL-40. 
En 2025, le LFR-AS-200 est en cours de conception, avec des projets de construction de démonstrateurs en Italie puis en France (LFR-AS-30), suivis d'un premier modèle au Royaume-Uni et d'un à quatre en Slovaquie.

## Historique
Basée à Paris, avec des implantations en Italie, au Royaume-Uni, en Suisse, en Belgique et en Slovaquie, Newcleo vise à produire une énergie bas-carbone en fermant le cycle du combustible nucléaire via le recyclage multiple du combustible MOX, réduisant également la quantité de déchets radioactifs. L’entreprise s’appuie sur des recherches internationales pour concevoir des réacteurs sûrs, durables et compétitifs.
Newcleo est fondée en septembre 2021 par Stefano Buono, Luciano Cinotti et Elisabeth Rizzotti, avec l’acquisition de Hydromine Nuclear Energy et de son portefeuille de brevets, accompagnée d’une levée de fonds de 100 M€. En mars 2022, elle lève 300 M€ et signe un partenariat avec l’Agenzia nazionale per le nuove tecnologie, l'energia e lo sviluppo economico sostenibile (acronyme ENEA), l’agence italienne pour les nouvelles technologies. En 2023, Newcleo conclut des accords avec Enel, Fincantieri et RINA, et reçoit 15 M€ du programme France 2030. 
L'entreprise développe son projet de RNR-pb par étapes successives avec la construction de différents prototypes, dans plusieurs pays européens,,,: 
1. la R&D ainsi que la fabrication d'un premier précurseur non-nucléaire de 10 MWe sur un site nucléaire de l'ENEA à Brasimone en Italie à l'horizon 2026, afin d'approfondir les connaissances sur les réacteurs au plomb, tester différents matériaux ainsi que les options technologies retenues ;
2. un premier prototype nucléaire de faible puissance (30 MWe) en France à l'horizon 2031, baptisé LFR-AS-30 (pour Lead Fast Reactor -  Amphora-Shaped) ;
3. un premier réacteur standard de 200 MWe, nommé LFR-AS-200 au Royaume-Uni à l'horizon 2033 ;
4. et un réacteur de faible puissance nommé TL-40 pour des applications mobiles (propulsion nucléaire de navires marchands).

En 2024, Newcleo finalise la phase préparatoire d’autorisation avec l’Autorité de sûreté nucléaire (ASN) française, rejoint l’Alliance industrielle européenne sur les petits réacteurs modulaires (sigle SMR), et signe un partenariat avec Saipem pour des applications en mer,. En septembre 2024, le siège est transféré de Londres à Paris. 
Dans une démarche de production d'acier bas-carbone, Newcleo signe en mars 2025 un protocole de collaboration avec l'aciériste italien Danieli pour l'utilisation future d'un réacteur LFR-AS-200 afin de fournir ses aciéries en chaleur à haute température, ainsi qu'en électricité bas-carbone (en remplacement de l'utilisation de gaz fossile et de charbon),.
En juin 2025, Newcleo et Nextchem (filiale de l'entreprise italienne Maire S.p.A.) lancent la coentreprise NextCleo chargée de développer l'îlot conventionnel (la partie non nucléaire du réacteur comprenant le groupe turbo-alternateur chargé de produire l'électricité) du réacteur LFR-AS-200. L'accord prévoit également une participation de Nextchem au capital de Newcleo,.

### Organisation
Newcleo emploie environ une centaine de personnes en 2025, sous la direction de Stefano Buono (PDG) et Elisabeth Rizzotti (directrice des opérations). Ses bureaux sont situés à Paris, Londres, Turin, Lyon et Bratislava. L’entreprise collabore avec des partenaires comme l’ENEA et le Commissariat à l'énergie atomique et aux énergies alternatives (CEA),.

### Financement
Depuis son lancement, Newcleo réalise plusieurs levées de fonds : 100 M€ à sa fondation en septembre 2021, 300 M€ en mars 2022, 15 M€ issu du programme France 2030 en juin 2023, 151 M€ en septembre 2024 portant son financement total à 535 M€; et 685 M€ sur cinq tours de financement, avec des investisseurs tels que Exor, Inarcassa, Club degli Investitori et Bpifrance. Sa valorisation atteint 1,29 Md£ en octobre 2024[réf. nécessaire].
En 2025, le gouvernement italien exprime un intérêt stratégique pour investir dans l’entreprise.

## Caractéristiques techniques du réacteurLFR-AS-200

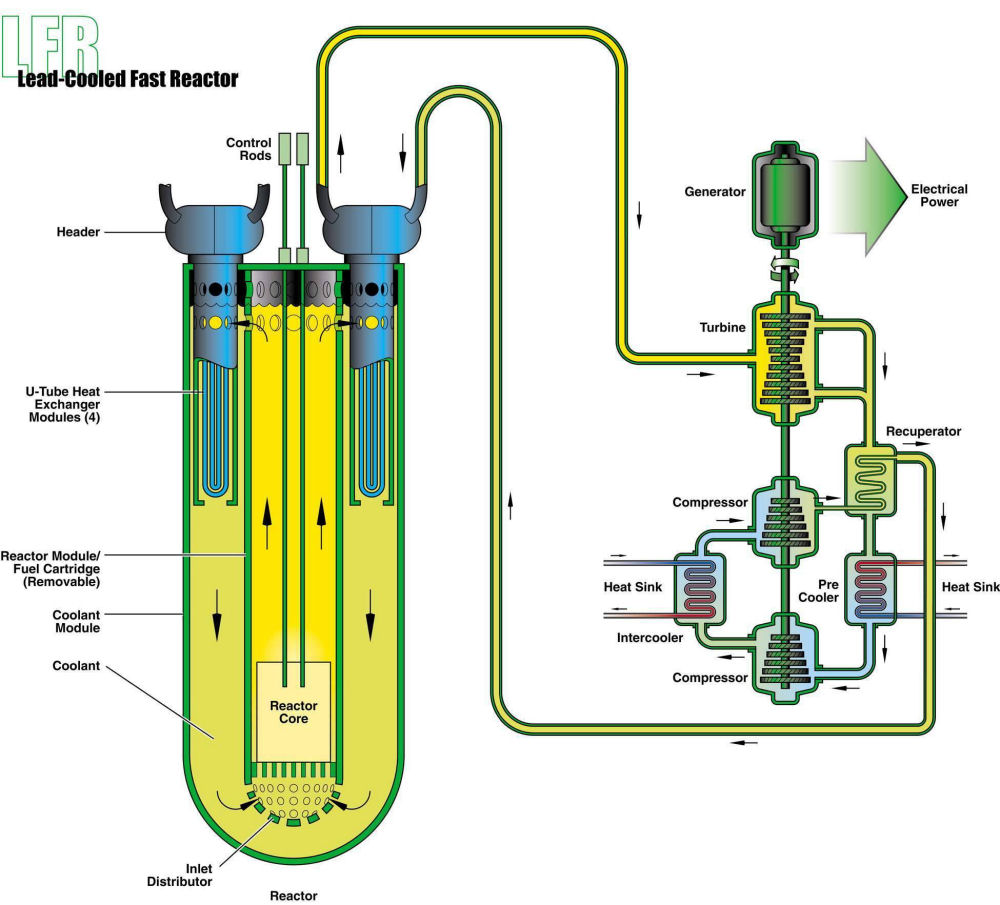
Schéma générique de fonctionnement d'un réacteur à caloporteur plomb

### Cœur du réacteur
Le réacteur LFR-AS-200 appartient à la génération IV. C'est un réacteur à neutron rapide, modéré et refroidi au plomb, ce qui en fait un réacteur à neutron rapide à caloporteur plomb. Sa puissance thermique est de 480 MWth pour une puissance électrique nette (disponible pour le réseau électrique) de 200 MWe, soit un rendement de 41,7%. Sa durée de vie à la conception est de 60 ans.
Le cœur du réacteur est composé d'une cuve de type piscine, d'environ 6,5 mètres de hauteur dans laquelle se trouve le combustible nucléaire et le plomb liquide. Six pompes assurent la circulation du plomb liquide qui entre dans la cuve à 420 °C et en ressort à 530 °C, pour être dirigé vers six générateurs de vapeur à tubes spiralés. Ces derniers produisent de la vapeur d'eau à 500°C et 150 bars par l'intermédiaire d'un circuit secondaire à eau légère. La vapeur est ensuite détendue dans un turbine entrainant un alternateur produisant l'électricité.
12 barres de contrôle et 6 barres d'arrêt assurent le pilotage de la réaction nucléaire à l'intérieur du cœur.

### Combustible nucléaire
Le combustible nucléaire envisagé est retraité (acronyme MOX en anglais), produit à partir de combustible nucléaire usagé issu des réacteurs à eau pressurisée (REP) français actuellement en exploitation. Le cœur du réacteur LFR-AS-200 est chargé de 133 assemblages combustibles, chacun fait de 198 aiguilles de 10,5 mm de diamètre et 90 cm de long.
L'utilisation de combustible MOX dans un réacteur à neutron rapide permet de « brûler » (c'est à dire consommer en fissionnant) les métaux lourds, les actinides mineurs, présents dans le MOX. Les actinides mineurs sont aujourd'hui considérés comme des déchets nucléaires car non fissibles dans les REP du parc nucléaire français. Ces derniers fonctionnent avec un spectre de neutrons thermiques qui ne permet que de fissionner le plutonium et produisant ces actinides mineurs.

## Caractéristiques techniques du réacteurLFR-AS-30
Le réacteur LFR-AS-30 est un prototype du LFR-AS-200 de conception similaire mais plus petit (cuve haute de 5 mètres, seulement 3 pompes primaires et 3 générateurs de vapeur) et moins puissant (30 MWe). Il est également prévu qu'il soit utilisé pour irradier des échantillons dans le cadre de la R&D de Newcleo. Deux phases de fonctionnement sont prévues pour ce prototype:
- une première phase à basse température et faible puissance : puissance thermique maximale à 60 MWth, température du plomb en entrée à 370°C et 440°C en sortie, vapeur secondaire à 400°C et 150 bars ;
- une deuxième phase à haute température et pleine puissance (similaire à LFR-AS-200) : puissance thermique maximale à 90 MWth, température du plomb en entrée à 420°C et 530°C en sortie, vapeur secondaire à 500°C et 150 bars.

## Sites d'implantation envisagés

### En France

#### Un démonstrateurLFR-AS-30
En février 2025, Newcleo entame l’acquisition de terrains à Savigny-en-Véron et Beaumont-en-Véron proches de la centrale nucléaire de Chinon, afin d'implanter son démonstrateur LFR-AS-30 de 30 MWe. L'objectif est un réacteur opérationnel à la fin 2031. La Commission nationale du débat public (CNDP) est saisie en juin 2025 afin d'organiser le débat public de cette installation, dont la présidence est confiée à Laurent Pavard,.

#### Centre d'innovation et de formation «Faster»
En mars 2025, Newcleo acquiert un site à Chusclan dans le Gard à proximité du site nucléaire de Marcoule, pour l'implantation d'un centre d'innovation et de formation baptisé « Faster » (acronyme anglais de Fuel process Assembly Storage Training and Enhanced Reality). Une centaine d'employés seront alors principalement dédiés à la formation, ainsi qu'à l’accélération du développement de la ligne pilote de fabrication de combustible MOX,. 

#### Usine de combustible MOX (MOX-RNR)
Newcleo dépose un dossier d’options de sûreté (DOS) en novembre 2024 auprès de l'ASN pour l'installation en France d'une usine de combustible MOX pour ses futurs réacteurs. En juin 2025 l'entreprise exprime son intention de construire l'usine dans l'Aube, à Pont-sur-Seine et Marnay-sur-Seine, sur une friche industrielle de 33 hectares située à une dizaine de kilomètres à l'est de la centrale nucléaire de Nogent-sur-Seine. Cette usine fabriquerait les assemblages combustibles pour tout le parc de réacteurs Newcleo à venir, à partir de d'uranium appauvri, d'uranium de retraitement, et de plutonium. Cela participerait à fermer le cycle du combustible nucléaire avec des réacteurs produisant de l'électricité à partir du recyclage de déchets nucléaires actuels, et sans nécessité d'extraction minière de l'uranium. L'investissement s'élèverait à 1,8 milliard € et pourrait créer jusqu'à 1 700 emplois directs. La CNDP est saisie pour organiser le débat public (présidé par Laurent Pavard), de même que RTE pour le raccordement de l'usine qui pourrait ouvrir en 2030,,.

### Au Royaume-Uni: un réacteurLFR-AS-200«tête de série»
En novembre 2024, la demande d’évaluation générique de conception (GDA) du réacteur LFR-AS-200 est soumise à l'autorité de sûreté britannique ONR (Office for Nuclear Regulation) ainsi qu'à l'agence environnementale (Environmental Agency). La GDA consiste à étudier la sûreté, la sécurité et les mesures de protection de l'environnement d'un nouveau design de réacteur nucléaire au Royaume-Uni. La demande d'évaluation de GDA est acceptée en juin 2025.

### En Slovaquie: un à quatre réacteursLFR-AS-200
En janvier 2025, Newcleo signe des accords avec les entreprises slovaques JAVYS (entreprise publique de gestion des déchets radioactifs slovaque) et VUJE (compagnie d'ingénierie slovaque) pour la construction de un à quatre réacteurs LFR-AS-200 à la centrale nucléaire slovaque de Bohunice. D'une puissance totale de 800 MWe, ces quatre réacteurs pourraient compenser la fermeture des deux réacteurs VVER-440/V230 (unités no 1 et 2 de 408 MWe chacune) définitivement arrêtés en décembre 2006 et décembre 2008 sous la pression de l'Union européenne,,.